# Pukarzów (osada w województwie lubelskim)
Pukarzów – osada w Polsce położona w województwie lubelskim, w powiecie tomaszowskim, w gminie Łaszczów.
W latach 1975–1998 miejscowość położona była w województwie zamojskim.